# Jon Silkin
Jon Silkin (1930-1997) fue un poeta británico.

## Biografía
Jon Silkin nació en Londres, en una familia de inmigrantes judíos. Asistió a Wycliffe College y a Dulwich College. Durante la Segunda Guerra Mundial fue uno de los niños evacuados de Londres.
Regresó a Londres en la final de la guerra y asistió a Dulwich College, de la que fue expulsado por ausentismo escolar. A los 17 años, trabajó como archivista y luego fue convocado a los 18 años para el Servicio Nacional, durante los cuales se desempeñó en el Cuerpo de la Educación como Sargento Instructor. En 1950, poco después de ser dado de alta, publicó su primera colección de poemas breves.
Jon Silkin murió el 25 de noviembre de 1997. En el momento de su muerte, Silkin estaba preparando una nueva colección de su poesía para publicar, "Making a republic", editado por Jon Glover, fue publicado póstumamente en 2002.

## Poesía
Escribió una serie de trabajos sobre la poesía de guerra de la Primera Guerra Mundial también era conocido como editor de la revista literaria de soporte, que fundó en 1952, y que continuó editando hasta su muerte.
Su primera colección de poesía, The Peaceable Kingdom (El reino apacible) fue publicado en 1954. Esto fue seguido por varios más. The Lens Breakers fue publicado por Sinclair Stevenson en 1992. Ha editado varias antologías y libros de crítica, sobre todo poesías de la Primera Guerra Mundial. Ha dado conferencias y enseñado, tanto en Gran Bretaña y en el extranjero (entre otros lugares, los EE. UU., Israel y Japón).
Él comenzó una asociación con la Universidad de Leeds en 1958, cuando se le concedió, como un estudiante maduro, de dos años de beca Gregorio, y los archivos de "Stand" que se encuentran ahora en la universidad. Se trasladó a Newcastle, en 1965, donde vivió hasta su muerte.
Él estaba trabajando con la prensa de Carga en su testamento colección sin aliento en el momento de su muerte en noviembre de 1997.

## Trabajos
1. The Portrait and Other Poems (1950)
2. The Peaceable Kingdom (1954)
3. The Two Freedoms (1958)
4. New Poems 1960 (1960) editor, junto a Anthony Cronin y Terence Tiller
5. Living Voices (1960)
6. The Re-Ordering f the Stones (1961)
7. Flash Point An Anthology Of Modern Poetry1964) (solo la introducción)
8. 'Flower Poems (1964) segunda edición 1978
9. Penguin Modern Poets 7 (1965) con Richard Murphy and Nathaniel Tarn
10. Nature with Man (1965)
11. Poems New And Selected (1966)
12. New and Selected Poems (1966)
13. Against Parting by Natan Zach (c. 1967) traducción al hebreo
14. Three Poems (1969)
15. Poems (1969) editor, junto a Vernon Scannell
16. Pergamon Poets VIII (1970) editor with Vernon Scannell
17. Amana Grass (1971)
18. Killhope Wheel (1971)
19. Out of Battle: The Poetry of the Great War (1972)
20. Air That Pricks the Earth (1973)
21. Poetry of the Committed Individual: A "Stand" Anthology of Poetry (1973) editor
22. The Principle of Water (1974)
23. A 'Jarapiri' Poem (1975)
24. The Peaceable Kingdom (1975)
25. Two Images of Continuing Trouble (19760)
26. The Little Time-Keeper (1976)
27. Jerusalem (1977)
28. Into Praising (1978)
29. Out of Battle, the Poetry of the Great War (1978)
30. The Penguin Book of First World War Poetry (1979) editor
31. New Poetry 5: An Arts Council Anthology (1979) editor, junto a Peter Redgrove
32. The Lapidary Poems (1979)
33. Selected Poems (1980)
34. The Psalms and their Spoils (1980)
35. Autobiographical Stanzas: 'Someone's Narrative'  (1983)
36. Footsteps on a Downcast Path (1984)
37. Gurney: A Play (1985)
38. The Ship's Pasture (1986)
39. Selected Poems (1980) new edition
40. The Penguin Book of First World War Prose (1989) editor, junto a Jon Glover
41. The Lens-Breakers (1992)
42. Selected Poems (1993)
43. Wilfred Owen: The War Poems (1994) editor
44. Watersmeet (1994)
45. The Life of Metrical & Free Verse in Twentieth-Century Poetry (1997)
46. Testament Without Breath (1998)
47. Making a Republic (2002)